# Obaid Raihan
Obaid Raihan (Arabic:عبيد ريحان) (sinh ngày 14 tháng 8 năm 1988) là một cầu thủ bóng đá người Các Tiểu vương quốc Ả Rập Thống nhất. Hiện tại anh thi đấu cho Hatta.